# Момиче с потенциал
„Момиче с потенциал“ (на английски: Promising Young Woman) е американска драма с елементи на „черна комедия“ и трилър от 2020 година на режисьора Емералд Фенел.

## Сюжет
Внимание:  Текстът по-долу разкрива сюжета на произведението (или части от него)!
Бившата студентка по медицина Касандра Томас живее с родителите си в Охайо и работи като сервитьорка в кафене. Преди няколко години нейният съученик Алекс Монро изнасилва най-добрата ѝ приятелка Нина Фишър, но органите на реда решават да не разследват случая. Един ден нейният бивш съученик Райън Купър идва в кафенето, където работи Касандра, и я кани на среща. По време на следващата среща Райън съобщава, че Монро ще се жени. Касандра разработва коварен план да отмъсти на тези, които смята за виновни за изнасилването на нейната приятелка Нина...

## Актьорски състав
| Актьор              | Роля                                                     |
| ------------------- | -------------------------------------------------------- |
| Кери Мълиган        | Касандра „Каси“ Томас                                    |
| Бо Бърнам           | Райън Купър – приятел на Касандра и детски хирург        |
| Алисън Бри          | Медисън Макфий – съученичката на Касандра                |
| Кланси Браун        | Станли Томас – бащата на Касандра                        |
| Дженифър Кулидж     | Сюзън Томас – майката на Касандра                        |
| Лавърн Кокс         | Гейл – собственичка на кафенето, в което работи Касандра |
| Крис Лоуел          | Александър „Алекс“ Монро – изнасилвачът на Нина          |
| Кони Бритън         | декан Елизабет Уокър                                     |
| Адам Броуди         | Джери                                                    |
| Макс Грийнфийлд     | Джо Маклемор III – приятел на Алекс Монро                |
| Кристофър Минц-Плас | Нийл                                                     |
| Сам Ричардсън       | Пол                                                      |
| Алфред Молина       | Джордан Грийн – адвокатът на Алекс Монро                 |
| Моли Шанън          | г-жа Фишър – майката на Нина                             |
| Стив Монро          | детектив Линкълн Уолър                                   |